# Мохаммадулла, Мухаммед
Мухаммед Мохаммадулла (бенг. মোহাম্মদ মুহম্মদুল্লাহ; 21 октября 1921 — 12 ноября 1999) — 3-й президент Бангладеш.

## Биография
Родился в 1921 году в округе Лакшмипур индийской провинции Бенгалия, его отец Мунши Абдул Вахаб был социальным работником. В 1943 году с отличием защитил диплом бакалавра истории в Университете Дакки, а в 1948 году получил степень бакалавра права.
С 1950 года стал членом партии Авами Лиг, и с 1953 по 1972 годы занимал должность её секретаря в Восточном Пакистане. В 1966 году принял участие в движении в поддержку Программы из шести пунктов, за что надолго попал в тюрьму. В 1970 году был избран в Провинциальную Ассамблею Восточного Пакистана по списку Авами Лиг.
В 1971 году, во время войны за независимость Бангладеш, стал политическим советником исполняющего обязанности президента Бангладеш Сайид Назрул Ислама. После образования независимого Бангладеш был 10 апреля 1972 года избран заместителем спикера Бангладешской конституционной ассамблеи, а позднее в том же году стал исполняющим обязанности спикера. 12 ноября 1972 года был избран на должность спикера.
В 1973 году был избран в парламент и переизбран спикером. 24 декабря 1973 года стал исполняющим обязанности президента, а 24 января 1974 года был избран президентом.
После ухода в отставку с поста президента в январе 1975 года стал министром земельной реформы. После переворота 15 августа 1975 года стал вице-президентом.
В 1980 году присоединился к Бангладешской националистической партии, и в марте 1982 года опять стал вице-президентом, однако из-за переворота, устроенного генералом Х. М. Эршадом, пробыл в этой должности менее 24 часов.
Перед парламентскими выборами 1996 года покинул Националистическую партию и вновь вступил в Авами Лиг.